# Processus articularis inferior vertebrae

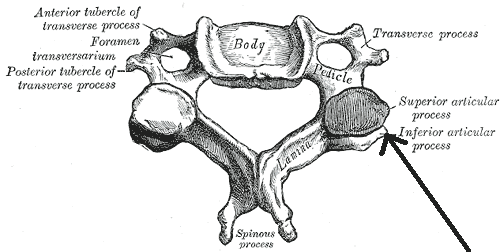
Egy nyakcsigolya (a nyíl mutatja a nyúlványt)

Az alsó ízületi nyúlvány vagy processus articularis inferior vertebrae egy nyúlvány a csigolyákon. Lefelé mutat, és a felszíne kevésbé vagy nagyon előrenéző. Felszínüket cartilago hyalina (üvegporc) borítja.